# Magdalena Spínola

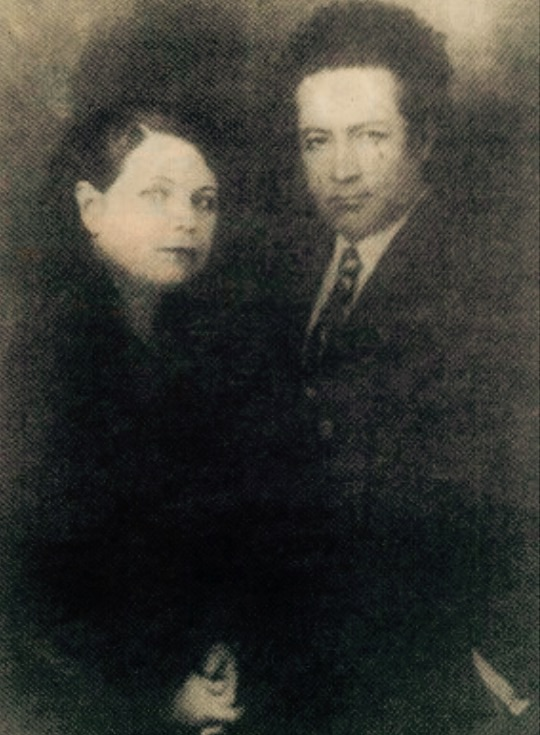
Magdalena Spinola mit ihrem Mann Efraín Aguilar Fuentes, 1930

 Magdalena Spínola (* 26. Dezember 1896 in Jutiapa; † 7. Januar 1991 in Guatemala-Stadt) war eine guatemaltekische Lehrerin, Dichterin und Journalistin. In jungen Jahren verwaist, wurde sie von ihrem Nachbarn aus Kindertagen, Miguel Ángel Asturias, in ihren literarischen Ambitionen bestärkt. Nach ihrem Abschluss an der Pädagogischen Hochschule des Landes unterrichtete sie an einer privaten Akademie und begann, Gedichte zu veröffentlichen.
Obwohl ihr Mann Efraín Aguilar Fuentes dem Kabinett des Diktators Jorge Ubico Castañeda angehörte, wurden sie zu Feinden des Regimes und Fuentes wurde verhaftet und erschossen. Auch Spínola wurde kurzzeitig verhaftet. Sie war eine glühende Feministin und äußerte sich nach dem Sturz der Regierung Ubico offen zu politischen Themen. Spínola war die Biografin von Gabriela Mistral und eine der ersten erotischen Dichterinnen Mittelamerikas.

## Leben
Magdalena Spínola Stecker wurde als Tochter von Rafael Spínola Orellana und Florencia Strecker Frías geboren.S. 40 Ihre Mutter starb, als sie vier Jahre alt war, und ein Jahr später starb auch ihr Vater. Sie und ihre Schwester Stella wurden daraufhin getrennt, wobei Stella zu ihren Großeltern mütterlicherseits und Magdalena zu ihren Großeltern väterlicherseits geschickt wurde. Spínolas Nachbar war Miguel Ángel Asturias, der ihr Kindheitsfreund wurde und mit dem sie über ihre erwachende Liebe zur Literatur sprach. Asturias widmete ihr später sein erstes Buch.S. 42
Spínola besuchte zunächst den Kindergarten Dolores y Jesús Muños, anschließend das Colegio Central de Señoritas und später das Colegio de Señoritas San Rosa.S. 42 f. Nach dem Abschluss der Sekundarschule schrieb sich Spínola am Instituto Normal Central para Señoritas Belén für das Lehramt ein und schloss mit dem Lehrdiplom ab. Für das Schuljahr 1914–1915 erhielt sie eine Stelle an der Privatschule Colegio «Josefina González».S. 44
1915 schrieb Spínola ihre erste Geschichte mit dem Titel Nubia und schickte sie an die Revista Guatemala Informativa, wo sie von Carlos Wyld Ospina, Virgilio Rodríguez Beteta und Máximo Soto Hall rezensiert und dann angenommen wurde. Von ihrem Erfolg beflügelt, reichte sie Artikel bei La República, Revista La Esfera und der angesehenen Zeitung Quetzaltenango ein, doch bald trat das Schreiben in den Hintergrund, da sie und Efraín Aguilar Fuentes heirateten und eine Familie gründeten. Sie bekam schnell fünf Kinder, verlor aber ein Zwillingspaar und ein Neugeborenes, so dass ihr die Tochter Lilian Eugenia, die älteste, und der Sohn Rafael, benannt nach ihrem Vater, blieben.S. 46 f.
Unter der Präsidentschaft von Manuel José Estrada Cabrera wurde Aguilars Familie verfolgt und ins Exil getrieben, zunächst nach El Salvador, dann nach Honduras und schließlich zum Studium nach Nicaragua. Spínola, die ihren Mann nicht ins Exil begleitete, nahm ihre literarischen Bemühungen und andere Aufgaben wieder auf, um sich zu beschäftigen.S. 49 Inspiriert von den Erfolgen der Frauen in England, Frankreich und den Vereinigten Staaten schloss sich Spínola 1925 mit Romelia Alarcón, Laura Bendfeldt, María Albertina Gálvez, Clemencia de Herrarte, Gloria Menéndez Mina,  Adriana de Palarea und Graciela Quan zum Comité Pro-Ciudadanía zusammen, um für das Frauenwahlrecht in Guatemala zu kämpfen.
Im Jahr 1927 begann sie wieder mit dem Schreiben von Gedichten, angefangen mit einem Gedicht mit dem Titel Amanecida. Sie veröffentlichte regelmäßig Werke in den Zeitungen El Día und Diario de Guatemala sowie in den Zeitschriften Eco und Mercurio.S. 50 f. Zwei Jahre später, 1929, nahm sie an dem von der Asociación de Periodistas y Escritores de Nicaragua veranstalteten Gedichtwettbewerb Juegos Florales teil. Sie gewann den Preis, der ihr jedoch wieder aberkannt wurde, weil man behauptete, er könne nicht an ausländische Schriftsteller vergeben werden. Sie war enttäuscht, nahm aber im Dezember 1929 an einem weiteren Wettbewerb teil und gewann den Preis und ein Preisgeld, das es ihr ermöglichte, Weihnachten mit ihrem Mann in León in Nicaragua zu verbringen. Ihr Beitrag war ein patriotisches Stück, Amad a la Patria („Liebe zum Vaterland“). Am 27. März 1930 kehrte Aguilar nach Guatemala zurück und trat in das Kabinett des neu gewählten Präsidenten Jorge Ubico Castañeda ein. Spínola wurde Mitarbeiterin der Zeitung La Noticia und der Zeitschrift El Gráfico de Guatemala, und sie schrieb jeden Tag mehrere Stunden.S. 51 f.
Die Stabilität dauerte hielt nicht lange an. Präsident Ubico kündigte an, dass er sich zur Wiederwahl stellen würde. Aguilar sprach sich dagegen aus, da dies gegen die Verfassung verstieß, und die beiden wurden zu Gegnern.S. 53 Wegen eines angeblichen oder tatsächlichen Komplotts wurden Aguilar und andere verhaftet und erschossen. Auch Spínola wurde kurzzeitig inhaftiert und nach ihrer Freilassung von Freunden und Familie gemieden.S. 77 Sie fand Trost im Schreiben und kehrte zur Lehrtätigkeit zurück, die sie am Colegio San Sebastián.S. 56
Im Jahr 1937 schrieb sie El preámbulo de la maestraS. 56 und veröffentlichte mehrere Gedichte in der führenden Frauenzeitschrift der Epoche, NosotrasS. 77 Spínola beteiligte sich 1938 zusammen mit Angelina Acuña, Olga Violeta Luna de Marroquín und María del Pilar de Garcia an der Anthologie Colección lila, der ersten von Frauen verfassten und veröffentlichten Gedichtsammlung Zentralamerikas.S. 174 Die Stücke, die Spínola in den Band aufnahm, waren Klagen über verlorene Liebe und körperliche Sehnsucht und deuten darauf hin, dass sie die Regierung auf die einzige Weise kritisierte, die in dem stark zensierten Klima möglich war.S. 77 f. 1942 erhielt Spínola für ihre Sonetos del amor eucarístico einen Literaturpreis der Wochenzeitschrift Verbum.S. 56
Mit den Studentenrevolten, dem Sturz der Ubico-Diktatur und den Wahlen von 1944 nahm Spínolas Schreiben einen konfrontativeren Ton an, und sie begann, die Regierung offen zu kritisieren und von Feminismus zu sprechen.S. 77 f. Ihr Mann wurde von den Führern der Revolution von 1944 rehabilitiert und zum Helden erhoben.S. 56 Spínola übernahm zunehmend politische Aufgaben, unter anderem im Jahr 1944 die Präsidentschaft der Asociación de Mujeres Intelectuales de Guatemala, wurde Sekretärin der guatemaltekischen Sektion der Unión de Mujeres Americanas (UMA)  und Vorstandsmitglied sowohl der Alianza para la Ciudadanía de las Mujeres Guatemaltecas und der Partido Socialdemócrata.S. 58 Sie veröffentlichte auch ein Gedicht Elegía del que cayó, in dem sie die Hinrichtung ihres Mannes durch Präsident Ubico öffentlich anprangerte.S. 266
1946 genehmigte die Regierung den Druck von 1.500 Exemplaren eines Gedichtbandes mit dem Titel Alondra, aber obwohl sie das Geld brauchte, verzichtete Spínola, da sie mit der Qualität der Gedichte unzufrieden war. In den 1940er Jahren blieb sie politisch und schloss sich verschiedenen Organisationen an, die sich für den Frieden, die Rechte der Frauen und einen palästinensischen Staat einsetzten.S. 60 f.
In den frühen 1950er Jahren wurde Spínolas Sohn Rafael Diplomat und hatte mehrere Posten in ganz Südamerika inne. Spínola nutzte die Gelegenheit zum Reisen und besuchte 1954 Chile und zwischen 1955 und 1956 Peru. Während dieser Reisen veröffentlichte sie Beiträge in verschiedenen Zeitungen Guatemalas, vor allem Reisekommentare wie Desde Santiago de Chile und Desde la Ciudad de los Reyes, die in El Imparcial veröffentlicht wurden.S. 62 Seit vielen Jahren unterhielt sie einen Briefwechsel mit dem Schriftsteller Carlos Wyld Ospina, der in den 1940er Jahren begann. Sie verlobten sich in den 1950er Jahren und planten zu heiraten, aber Wyld starb 1956, bevor sie ihre Beziehung formalisieren konnten.S. 60
1956 wurde Spínola von einer Gruppe honduranischer Dichter geehrt, und sie reiste nach Tegucigalpa, um für die Gruppe einen Vortrag über Gabriela Mistral zu halten. 1958 erhielt sie eine Verdiensturkunde von ihrer Alma Mater Belén und 1959 eine ähnliche Anerkennung von der Vereinigung der guatemaltekischen Journalisten. Im Jahr 1960 gewann sie mit dem Werk Gabriela Mistral o la madre-maestra cantora den ersten Preis bei der Feier zum damals noch begangenen Kolumbus-Tag.S. 63 Die 1960er Jahre waren eine arbeitsreiche Zeit, in der sie Vorträge hielt, Zeitungsartikel und Kritiken über die guatemaltekische Literatur schrieb und reiste. Sie trug auch ihre Gedichte vor und las sie regelmäßig im Radio. 1967 wurde bei Spínola ein Gebärmuttertumor diagnostiziert, der sich als bösartig erwies. Sie wurde operiert und reiste nach Chile, um sich zu erholen. 1968 konnte sie sich einen Traum erfüllen, als ihr erstes Buch Gabriela Mistral: huésped de honor de su patria in Chile veröffentlicht wurde, mit einem Vorwort ihres Jugendfreundes Miguel Ángel Asturias.S. 64 f.
1971 kehrte sie aus Chile zurück, um mit ihrer Schwester Stella ein Wiedersehen in den Vereinigten Staaten zu feiern. Doch dieses Ereignis wurde getrübt, als sie erfuhr, dass ihre Tochter Lilian schwer erkrankt war. Im April starb Lilian an Leukämie, und diejenigen, die sie kannten, sagten, dass dies das erste Mal war, dass die Trauer Spínola zu besiegen schien, die ihre Eltern, ihren Ehemann, drei weitere Kinder, ihren Liebhaber und nun auch ihre Tochter verloren hatte.S. 65 Im selben Jahr erhielt sie die Medalla de Oro Francisco Méndez für ihre Beiträge zur Nationalliteratur, aber sie war zu sehr von ihrem Kummer gezeichnet, um in Guatemala zu bleiben, und kehrte nach Chile zu ihrem Sohn Rafael zurück.S. 66
1977 veröffentlichte sie ihren ersten Gedichtband, Tránsito lírico: poemas.S. 69 1981 veröffentlichte Horacio Figueroa Marroquín ein Buch mit dem Titel Las nueve musas del parnaso guatemalense, in dem er Spínola zu einer der „neun Musen Guatemalas“ erklärte. Einige Monate später wurde ihr von Präsident Fernando Romeo Lucas García der Orden Dolores Bedoya de Molina mit silbernem Stern verliehen.S. 71 1984 veröffentlichte Clara Luz Meneses A. de Soto eine Biografie über sie.S. 72
Im Jahr 1990 starb Spínolas Sohn Rafael und einige Monate später ihre Schwester Stella. Spínola überlebte sie alle und starb am 7. Januar 1991.S. 74

## Veröffentlichungen (Auswahl)
- El preámbulo de la maestra (Lyrik, 1937)
- mit Angelina Acuña, Marí del Pilar und Olga Violeta Luna: Colección lila (Lyriksammlung, 1938)
- Sonetos del amor eucarístico (Lyrik, 1941)
- Elegía del que cayó (Lyrik, 1944)
- Invocación a Santa Rosa de Lima (Lyrik, 1956)
- Gabriela Mistral o la madre-maestra cantora (Essay, 1960)
- Gabriela Mistral; huéspeda de honor de su patria (Biografie, 1968)
- En Vela (Lyrik, 1971)
- Tránsito lírico: poemas  Guatemala: Cultura Centroamericana (Lyriksammlung, 1977)